# Polyscias racemosa
Polyscias racemosa (C.N.Forbes) Lowry & G.M.Plunkett, 2010 è una pianta della famiglia delle Araliaceae, endemica dell'isola  Kauaʻi nelle Hawaii.

## Descrizione
È un piccolo albero che può crescere fino a 7 metri e mezzo, con un tronco diritto, sporgente di rami, con corteccia tenera e grigia. Le sue foglie sono pinnate, lunghe fino a 30 cm, con foglioline ovali di circa 7,5 cm di lunghezza. Questo albero perde gran parte delle sue foglie durante la stagione della sua fioritura. I piccoli fiori di color giallo pallido sono appesi ad trecce cordose.

## Distribuzione e habitat
Cresce nelle foreste pluviali tropicali costiere delle Hawaii  fino ad un'altezza da 120 a 400 metri s.l.m., su scogliere e creste esposte.
Tra le specie di piante ad esso associate vi sono: papala kepau (Pisonia umbellifera), ʻāwikiwiki (Canavalia galeata), ʻilima (Sida fallax), ʻōlulu (Brighamia insignis), alaheʻe (Psydrax odorata), kōpiko (Psychotria spp.), olopua (Nestegis sandwicensis), ʻahakea (Bobea timonioides), hala pepe (Pleomele aurea), ed ʻālaʻa (Pouteria sandwicensis).
Cresce spontaneamente solo in tre località di Kauaʻi: Nounou Mountain, scogliere del parco Nā Pali Coast e Haʻupu Ridge vicino alla Nāwiliwili Bay.

## Conservazione
La Lista rossa IUCN classifica Polyscias racemosa come specie in pericolo critico di estinzione (Critically Endangered).